# Ель лицзянская
Ель лицзя́нская, или Ель ликиа́нгская (лат. Picea likiangensis) — дерево; вид рода Ель семейства Сосновые (Pinaceae).
Названа по имени китайского города Лицзян (в устаревшей французской транскрипции китайского языка записывался как Likiang).

## Ареал
Растет в высокогорьях Западного Китая, Западной Сычуани, на высоте 3300—4000 м.

## Ботаническое описание
Дерево до 35 (50) м высотой, с кроной конической формы и горизонтально-мутовчатыми ветвями. Серая кора, с глубоким рельефом. Юные побеги жёлтые, сероватые или коричневые, слегка опушённые и оголённые.
Почки 3—7 мм длиной, 2—5 мм шириной, конусовидные или яйцеобразные, остроконечные, смолистые. Хвоинки 7—14 мм длиной, 1—1,7 мм шириной, направленные вперёд-вверх, зелёные,
снизу с одной—тремя, изредка четырьмя—пятью своеобразными линиями с каждой стороны от киля.
Шишки цилиндрически-продолговатые, 5—11 см длиной, 3,5—5,2 см толщиной, чешуя тонкая, овальная-ромбическая, по верхнему краю широкотреугольные с тупым углом, иногда волнистые, иногда зубчатые. Семена 2—5 мм длиной, коричневые, со светло-коричневым крылом, размером больше семян в три раза.
В культуру в Европе введена Эрнестом Вильсоном в 1908 году.

## Таксономия
Picea likiangensis (Franch.) E.Pritz. Botanische Jahrbücher für Systematik, Pflanzengeschichte und Pflanzengeographie 29(2): 217 Архивная копия от 12 февраля 2019 на Wayback Machine, in obs. 1900.

### Синонимы
- Abies likiangensis Franch.
- Picea likiangensis var. bhutanica Silba
- Picea likiangensis subsp. bhutanica (Silba) Silba
- Picea likiangensis var. forrestii Silba
- Picea likiangensis subsp. forrestii (Silba) Silba
- Picea yunnanensis Lacass.

### Разновидности
- Picea likiangensis var. rubescens Rehder & E.H.Wilson
- Picea likiangensis var. montigena (Mast.) W.C.Cheng
- Picea likiangensis var. linzhiensis W.C.Cheng & L.K.Fu = Picea linzhiensis (W.C.Cheng & L.K.Fu) Rushforth
- Picea likiangensis var. hirtella W.C.Cheng